# コアレックス道栄
コアレックス道栄株式会社（こあれっくすどうえい）は、北海道虻田郡倶知安町にある製紙会社。トイレットペーパー、ティッシュペーパーなどの家庭紙を中心に生産している。日本紙パルプ商事の連結子会社コアレックスホールディングス株式会社の一員。

## 事業所
- 本社工場 - 北海道虻田郡倶知安町字比羅夫283番地
- 富士工場 - 静岡県富士市比奈1280番地
- 札幌営業所 - 北海道札幌市中央区北4条西15丁目1-14

## 主な取扱商品
- コアレス - 芯無しトイレットペーパー
- 花いっぱい - 製品全てに異なる花柄（全部で17種類）をあしらい、ほのかな花の香りのするトイレットペーパー
- コットンモイスト - コットンとトレハロース誘導体を配合した保湿性のあるティッシュペーパー
- 日本ハムファイターズ - 北海道日本ハムファイターズのロゴ、B・Bをあしらったトイレットペーパーとティッシュペーパー
- ブラックライト、サンシード - 工場内で発生するペーパースラッジを高温で炭化し、リサイクルした環境資材

## 沿革
- 1978年 - 道栄紙業として札幌市に本社を設立
- 1979年 - 倶知安町に本社を移転
- 1980年 - 本社工場操業開始
- 1997年 - 富士工場を開設
- 2015年10月1日　社名をコアレックス道栄に変更

## 関連事項
- コアレックスグループ
- 製紙業
- トイレットペーパー
- ティッシュペーパー
- 紙
- 日本の企業一覧 (パルプ・紙)